# Pieter Willem Botha
Pieter Willem Botha (født 12. januar 1916, død 31. oktober 2006 i Wilderness, Western Cape, Sydafrika), ofte kendt som "PW" og Die Groot Krokodil (Afrikaans for "Den Store Krokodille"), var Sydafrikas premierminister fra 1978 til 1984 samt den første statspræsident fra 1984 til 1989. Botha var igennem lang tid leder af Sydafrikas Nationalparti og var stærk fortaler for raceadskillelse og apartheid. Selv under stort indenrigs- og internationalt pres for at ophæve apartheid-systemet i de sidste år af sin karriere slækkede han blot lidt på de strengeste krav til Sydafrikas sorte flertal, og han undgik at blive straffet herfor. 
I 1989 fik han en mindre hjerneblødning, som blev anledningen til, at regeringen kunne presse ham til at fratræde sit embede. Han blev i stedet afløst af den mere moderate Frederik W. de Klerk, der senere afskaffede apartheidstyret. Botha sov ind d. 31. oktober 2006.

## Historiske registreringer
- 14. august 1989 - Sydafrikas præsident Pieter Willem Botha går af på grund af politiske uenigheder med udenrigsminister Frederik Willem de Klerk, der dagen efter overtager præsidentposten